# التحالف من أجل ديمقراطية ديناميكية
التحالف من أجل ديمقراطية ديناميكية (بالفرنسية: Alliance pour une Dynamique Démocratique)‏ هو تحالف معارضة في بنين خاض الانتخابات البرلمانية في بنين لعام 2007.
وهو يتألف من الحزب الديمقراطي الاجتماعي بزعامة برونو أموسو، وحزب النهضة في بنين ، بزعامة رئيس بنين الأسبق، نيكيفور سوغلو، والحركة الأفريقية للتنمية والتقدم بزعامة أنطوان كولاولي إيدجي.
وفاز التحالف بـ 20 مقعدًا من أصل 83 مقعدًا، متراجعًا عن الـ34 مقعدًا التي فازت بها الأحزاب الثلاثة في الانتخابات البرلمانية في بنين عام 2003، عندما كان الحزب الديمقراطي الاجتماعي جزءًا من اتحاد بنين الموالي للحكومة.
تم استبدال التحالف من قبل تحالف موسع، اتحاد يصنع الأمة، في الوقت المناسب للانتخابات الرئاسية لعام 2011.